# Hásságy
Hásságy is een plaats (község) en gemeente in het Hongaarse comitaat Baranya. Hásságy telt 294 inwoners (2001).